# Listă de piese de teatru spaniole
Aceasta este o listă de piese de teatru  spaniole în ordine alfabetică:

## A
- A secreto agravio, secreta venganza (1637), de Pedro Calderón de la Barca
- ¡Achanta que te conviene! (1925), de Enrique Jardiel Poncela
- Adevărul îndoielnic (La verdad sospechosa, 1630), de Juan Ruiz de Alarcón
- Asediul de la Numancia (El cerco de Numancia, 1585), de Miguel de Cervantes

## B
- La banda de Saboya (1922), de Enrique Jardiel Poncela
- Bătrânul gelos (El viejo celoso), de Miguel de Cervantes

## C
- El cadáver del señor García (1930), de Enrique Jardiel Poncela
- Catapeteasma minunilor (El retablo de las maravillas), de Miguel de Cervantes
- Cu cărțile pe față (Las cartas boca abajo, 1957) de Antonio Buero Vallejo
- Cucerirea Ierusalimului (La conquista de Jerusalén), de Miguel de Cervantes

## D
- Disprețul cu dispreț (El desdén con el desdén, 1672), de Agustín Moreto

## F
- Fernando el Santo (1926), de Enrique Jardiel Poncela

## H
- La hoguera (1925), de Enrique Jardiel Poncela

## M
- Marele teatru al lumii (El gran teatro del mundo, 1655), de Pedro Calderón de la Barca
- Mi prima Dolly (1923), de Enrique Jardiel Poncela
- Minunata pantofăreasă

## N
- No se culpe a nadie de mi muerte, 1926.
- La noche del Metro (1925), de Enrique Jardiel Poncela

## P
- El príncipe Raudhick (1919), de Enrique Jardiel Poncela

## S
- Se alquila un cuarto (1925), de Enrique Jardiel Poncela

## T
- ¡Te he guiñado un ojo! (1925), de Enrique Jardiel Poncela
- El truco de Wenceslao (1926), de Enrique Jardiel Poncela

## U
- Una noche de primavera sin sueño (1927)

## V
- ¡Vamos al Romea! (1926), de Enrique Jardiel Poncela
- Viața este vis (La vida es sueño, 1635), de Pedro Calderón de la Barca

## Z

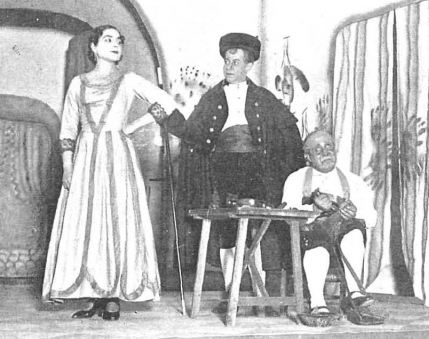

- La zapatera prodigiosa (Minunata pantofăreasă) (1930) de Federico García Lorca

## Vezi și
- Listă de dramaturgi spanioli
- Listă de dramaturgi